# هورتون این ریبلزدیل
هورتون این ریبلزدیل (به انگلیسی: Horton in Ribblesdale) یک روستا و محله مدنی در بریتانیا است که در کریون واقع شده‌است. هورتون این ریبلزدیل ۴۲۸ نفر جمعیت دارد.